# Andrejs Šeļakovs
Andrejs Šeļakovs, né le 8 novembre 1988, à Dobele, en République socialiste soviétique de Lettonie, est un joueur letton de basket-ball. Il évolue au poste de pivot. 